# 香取駅
香取駅（かとりえき）は、千葉県香取市津宮（つのみや）にある、東日本旅客鉄道（JR東日本）の駅である。

## 乗り入れ路線
成田線を所属線としており、鹿島線を加えた2路線が乗り入れている。当駅は線路名称上での鹿島線の起点駅であるが、鹿島線列車は全て成田線を通じて佐原駅へ乗入れており、一部はさらに先の成田駅・千葉駅方面へ直通する。

## 歴史
- 1931年（昭和6年）11月10日：鉄道省の駅として開設[1]。旅客・貨物取扱[3]。
- 1961年（昭和36年）11月1日：貨物取扱廃止[3]。
- 1970年（昭和45年）
  - 7月1日：無人駅化[4][5]。荷物扱い廃止[3][6]。
  - 8月20日：鹿島線が開業[7]。
- 1986年（昭和61年）頃：木造駅舎が解体され有蓋車転用駅舎となる[8]。
- 1987年（昭和62年）4月1日：国鉄分割民営化に伴い、東日本旅客鉄道（JR東日本）の駅となる[1][7]。
- 2007年（平成19年）12月24日：新駅舎完成[9]。
- 2009年（平成21年）3月14日：成田線でICカード「Suica」の利用が可能となる[10]。東京近郊区間に組込まれる[10][注釈 1]。
- 2020年（令和2年）3月14日：鹿島線でICカード「Suica」の利用が可能となる[11][12]。

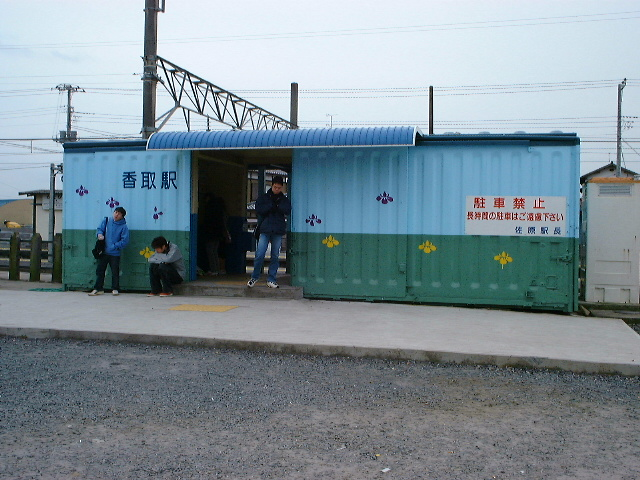
2代目駅舎（2003年3月）
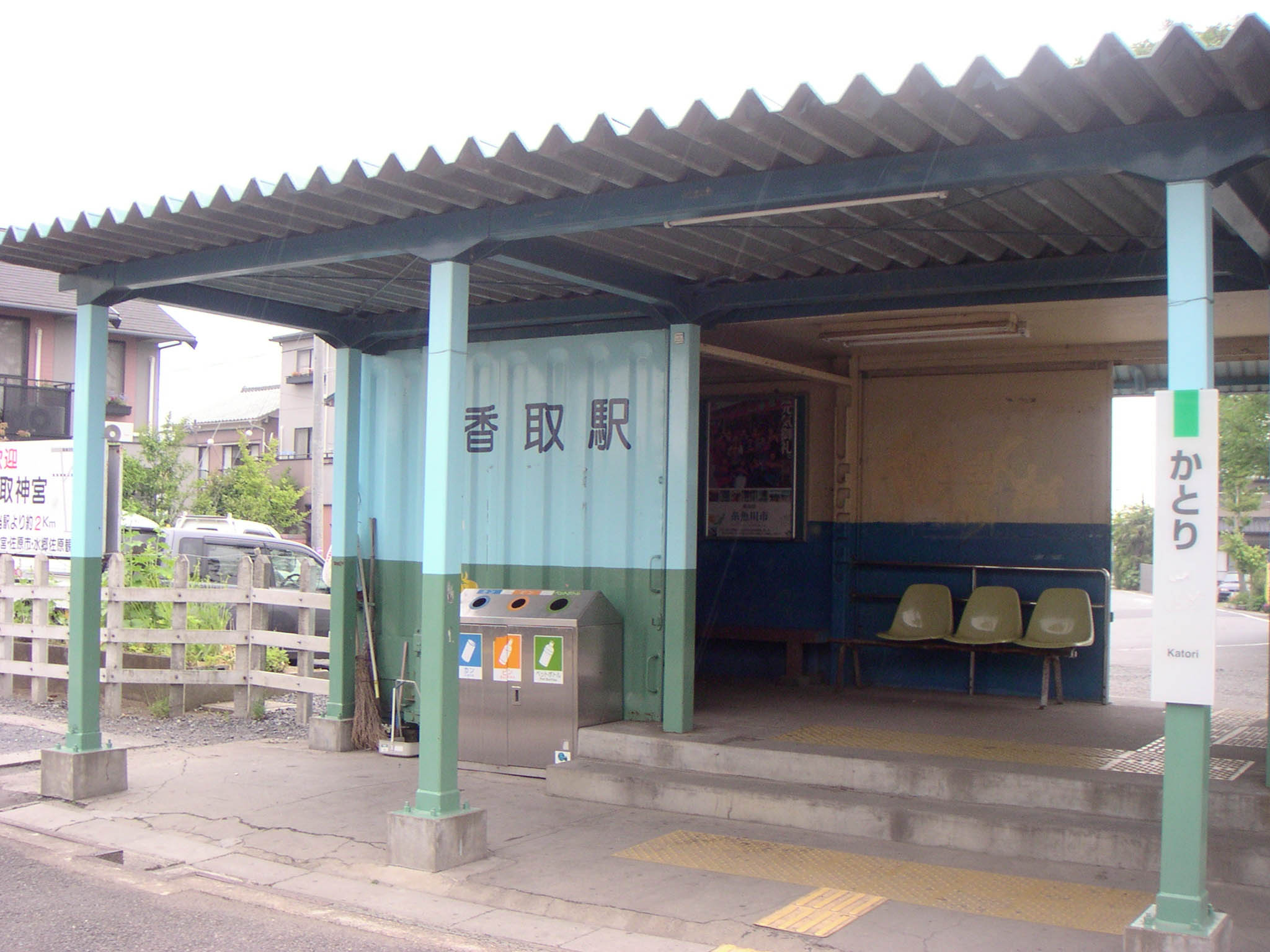
2代目駅舎駅ホーム側内部（2005年5月）

## 駅構造
相対式ホーム2面2線を有する地上駅である。以前は3番線もあったが、その後保線用施設に転用されて乗降は出来ない。ホームは嵩上げされていない。2つのホームは跨線橋で結ばれる。当駅 - 十二橋駅間に利根川橋梁がある。長大な橋梁であり強風の影響を受けやすく、しばしば速度規制や運転中止になる。
成田統括センター（佐原駅）管理の無人駅。但し、成田線・鹿島線の分岐駅であるため、稀に他駅から派遣された駅員が特別改札業務を行う時がある。乗車駅証明書発行機・簡易Suica改札機が設置されている。
駅舎は香取神宮をイメージして2007年（平成19年）12月に建て替えられた。以前の駅舎は有蓋貨車を改造したものであった。

### のりば
| 番線 | 路線                    | 方向 | 行先                 | 備考         |
| ---- | ----------------------- | ---- | -------------------- | ------------ |
| 1    | ■成田線                 | 下り | 笹川・松岸・銚子方面 |              |
| 1    | ■鹿島線                 | 下り | 潮来・鹿島神宮方面   |              |
| 1    | ■成田線 （■鹿島線含む） | 上り | 佐原・成田・東京方面 |              |
| 2    | ■成田線 （■鹿島線含む） | 上り | 佐原・成田・東京方面 | 一部列車のみ |

（出典：JR東日本:駅構内図）
- 行き違いをしない列車は1番線を使用する。
- 停車列車同士の行違いは、下りは1番線、上りは2番線に入線する。
- 停車列車と通過列車が行違う場合は、2番線を停車列車が使用する。

| 運転番線 | 営業番線 | ホーム | 千葉方面着発 | 鹿島神宮方面着発 | 銚子方面着発 | 備考                   |
| -------- | -------- | ------ | ------------ | ---------------- | ------------ | ---------------------- |
| 1        | 1        | 8両分  | 到着・出発可 | 到着・出発可     | 到着・出発可 | 成田線鹿島線上下主本線 |
| 2        | 2        | 8両分  | 到着・出発可 | 到着・出発可     | 到着・出発可 |                        |

- 1線スルー構造となっており、主本線を発着する場合は通過が可能。
- 非常時には列車が当駅にて折返しを行う場合がある。

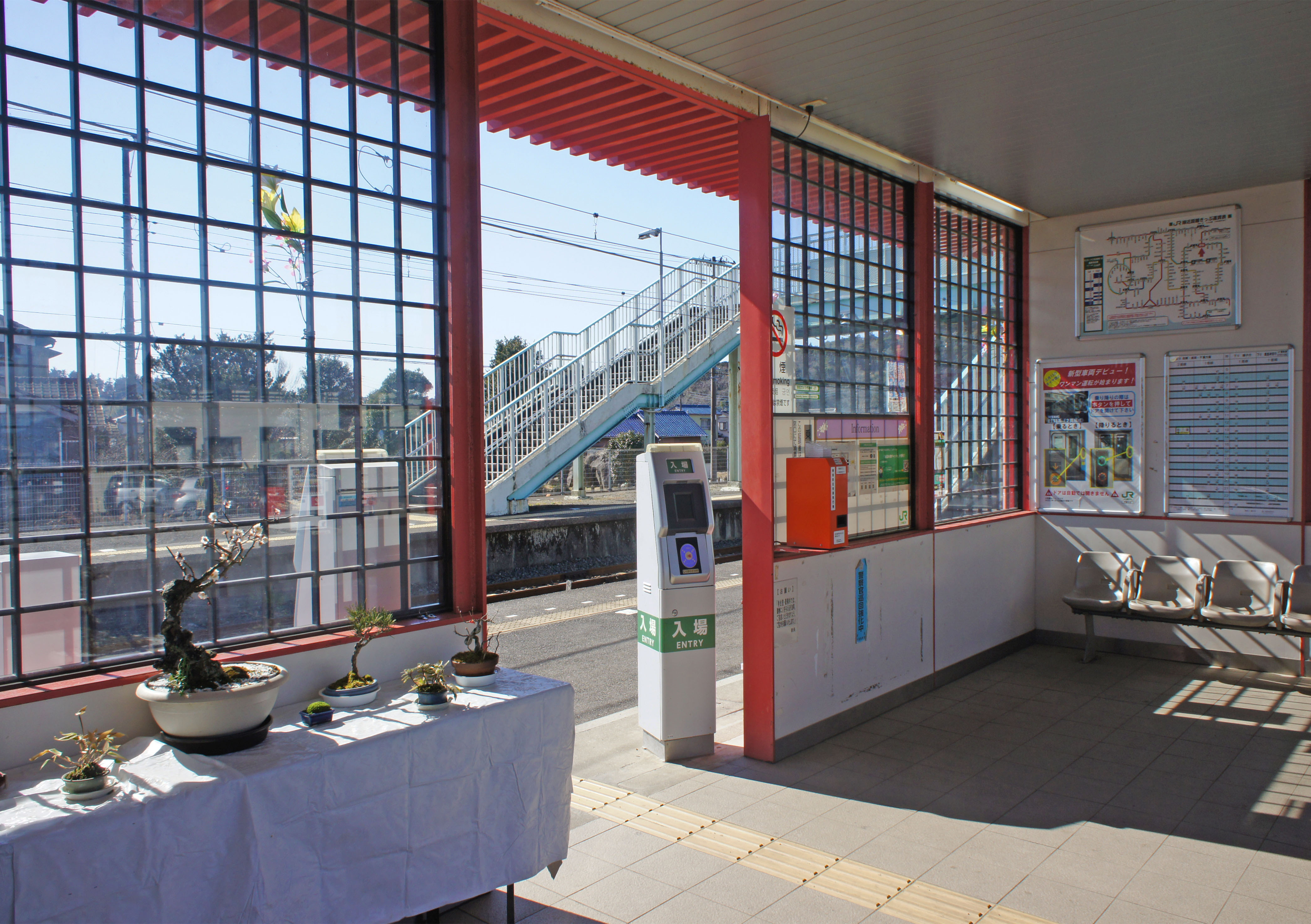
参考資料：「JR東日本全線【決定版】鉄道地図帳」 第4巻 「水戸・千葉支社管内編」 『学研』 2010年3月
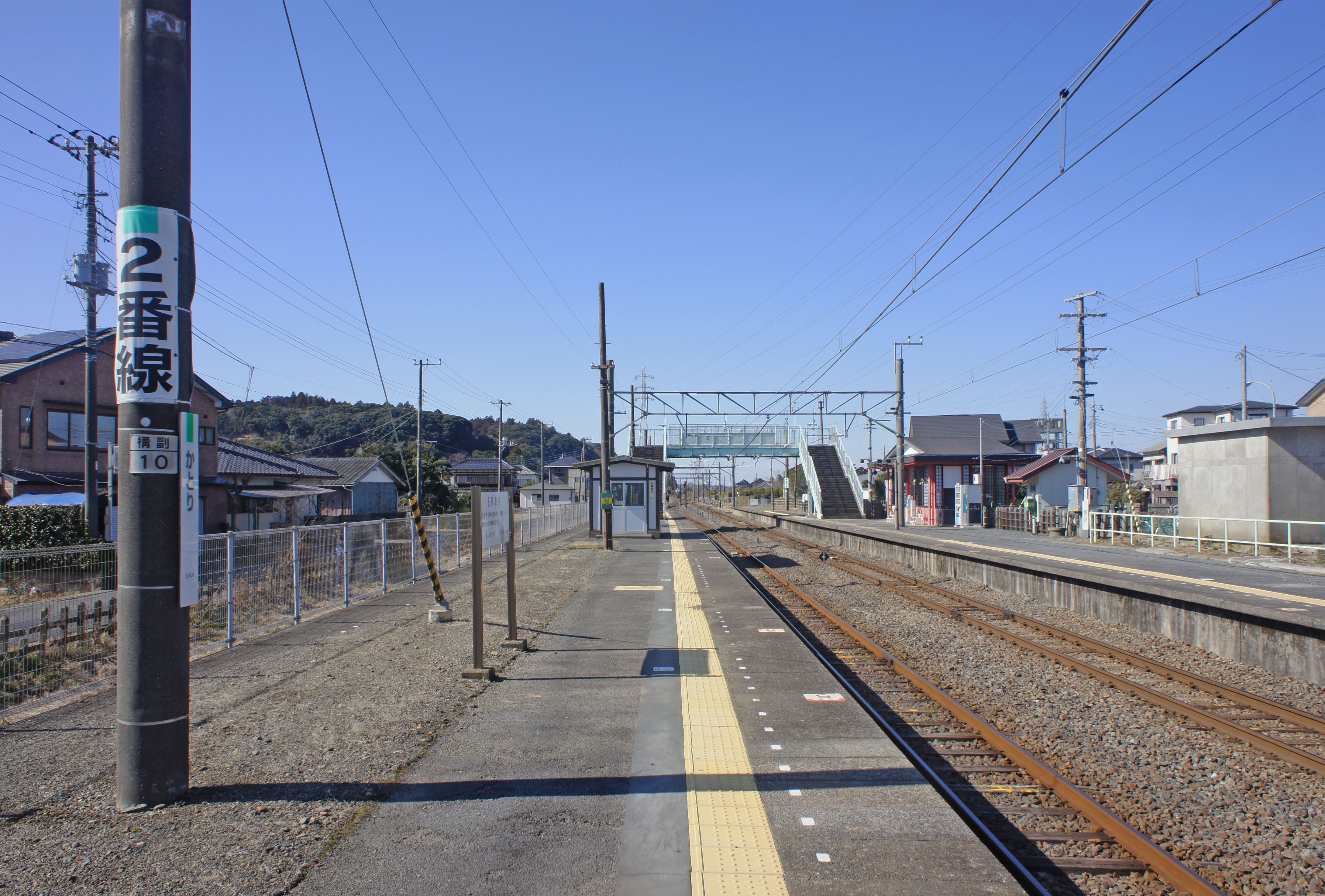
改札口（2022年2月）
- 駅ホーム（2022年2月）

## 利用状況
2006年（平成18年）度の1日平均乗車人員は232人である。
千葉県統計年鑑によると、近年の1日平均乗車人員の推移は以下の通り。
| 年度               | 1日平均 乗車人員 | 出典     |
| ------------------ | ---------------- | -------- |
| 1990年（平成02年） | 289              | [ * 1 ]  |
| 1991年（平成03年） | 395              | [ * 2 ]  |
| 1992年（平成04年） | 323              | [ * 3 ]  |
| 1993年（平成05年） | 312              | [ * 4 ]  |
| 1994年（平成06年） | 323              | [ * 5 ]  |
| 1995年（平成07年） | 339              | [ * 6 ]  |
| 1996年（平成08年） | 349              | [ * 7 ]  |
| 1997年（平成09年） | 334              | [ * 8 ]  |
| 1998年（平成10年） | 297              | [ * 9 ]  |
| 1999年（平成11年） | 294              | [ * 10 ] |
| 2000年（平成12年） | 372              | [ * 11 ] |
| 2001年（平成13年） | 311              | [ * 12 ] |
| 2002年（平成14年） | 349              | [ * 13 ] |
| 2003年（平成15年） | 293              | [ * 14 ] |
| 2004年（平成16年） | 298              | [ * 15 ] |
| 2005年（平成17年） | 251              | [ * 16 ] |
| 2006年（平成18年） | 232              | [ * 17 ] |

## 駅周辺

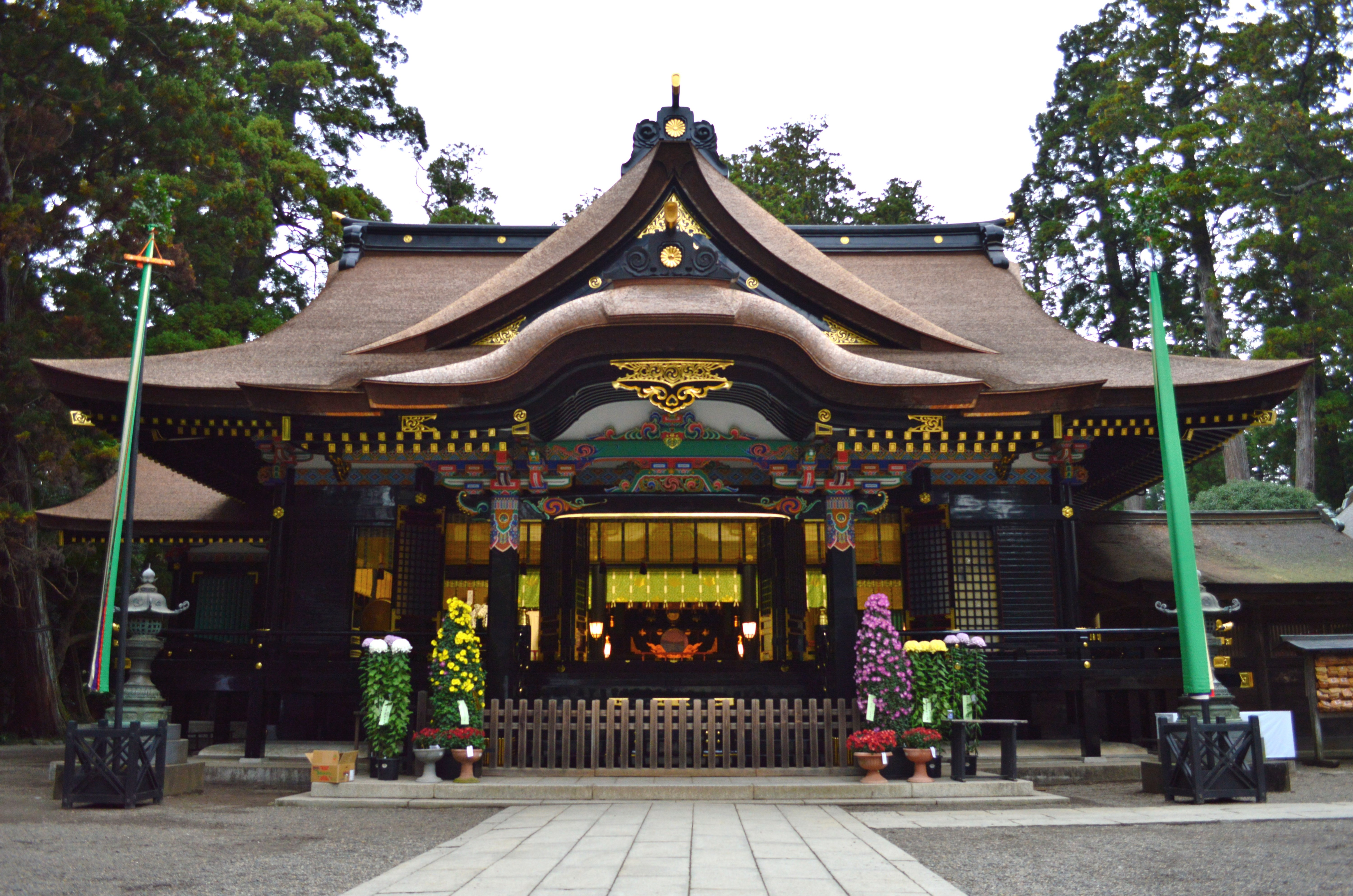
香取神宮

駅名は市名の「香取」であるが、香取市の中心駅は隣の佐原駅である。北側へ約500m進むと利根川（右岸）が流れている。
- 国道356号（利根水郷ライン）
- 千葉県道253号香取津之宮線
- 津宮郵便局
- 香取市立香取中学校
- 香取市立津宮小学校
- 津宮鳥居河岸
- 津宮古墳群
- 神道山古墳群
- 久保木竹窓遺跡
- 津宮村道路元標
- 三井コレクション・ミュージアム（アーリーノリタケ磁器博物館）
- コメリハード&グリーン津宮店
- 香取神宮 - 徒歩約25分。バス等の公共交通機関は正月三が日を除いて佐原駅より運行する。
- 千葉交通「香取駅」停留所

## 隣の駅
東日本旅客鉄道（JR東日本）
■成田線
佐原駅 - 香取駅 - 水郷駅
■鹿島線（佐原駅 - 当駅間は成田線）
佐原駅 - 香取駅 - 十二橋駅